# Colceag (gmina)
Colceag – gmina w Rumunii, w okręgu Prahova. Obejmuje miejscowości Colceag, Inotești, Parepa-Rușani i Vâlcelele. W 2011 roku liczyła 5103 mieszkańców.